# ザ・童謡ポップス3 夏のうた集
『ザ・童謡ポップス3 夏のうた集』（ザ・どうようポップスさん なつのうたしゅう）は、2002年6月5日にPICCOLO TOWNから発売された童謡カバーのコンピレーション・アルバム。

## 概要
- ハロー!プロジェクトのアイドルが歌う「ザ・童謡ポップス」のシリーズ第3弾[1]。
- 本作は、夏をテーマにした楽曲を収録。
- カバーイラストレーションは、モーニング娘。の2代目リーダーの飯田圭織によるものである。

## 収録曲
1. アイアイ / 加護亜依、里田まい、ココナッツ娘。、大谷雅恵、藤本美貴
作詞：相田裕美 / 作曲：宇野誠一郎 / 編曲：ab:fly
2. かもめの水兵さん / 矢口真里、稲葉貴子、石井リカ
作詞：武内俊子 / 作曲：河村光陽 / 編曲：山尾正人
3. とんぼのめがね / 後藤真希、あさみ、村田めぐみ
作詞：額賀誠志 / 作曲：平井康三郎 / 編曲：古池孝浩
4. あめふり / 飯田圭織、りんね、柴田あゆみ、藤本美貴
作詞：北原白秋 / 作曲：中山晋平 / 編曲：樫原伸彦
5. かたつむり / 吉澤ひとみ、大谷雅恵
文部省唱歌 / 編曲：河野雅昭
6. かえるの合唱 / 紺野あさ美、稲葉貴子、村田めぐみ、斉藤瞳、前田有紀、石井リカ
ドイツ民謡 / 訳詞：岡本敏明 / 編曲：山尾正人
7. たなばたさま / 新垣里沙、石井リカ
作詞：権藤はなよ / 補作詞：林柳波 / 作曲：下総皖一 / 編曲：米光亮
8. あめふりくまのこ / 辻希美、平家みちよ、りんね、石井リカ
作詞：鶴見正夫 / 作曲：湯山昭 / 編曲：河野雅昭
9. 手のひらを太陽に / 保田圭、平家みちよ、斉藤瞳、柴田あゆみ、前田有紀
作詞：やなせたかし / 作曲：いずみたく / 編曲：古池孝浩
10. 南の島のハメハメハ大王 / 石川梨華、里田まい、ココナッツ娘。、大谷雅恵、石井リカ、藤本美貴
作詞：伊藤アキラ / 作曲：森田公一 / 編曲：山尾正人
11. うみ / 安倍なつみ、石井リカ
作詞：林柳波 / 作曲：井上武士 / 編曲：米光亮
12. おばけなんてないさ / 小川麻琴、柴田あゆみ、石井リカ
作詞：まきみのり / 作曲：峯陽 / 編曲：ab:fly
13. われはうみのこ / モーニング娘。
文部省唱歌 / 編曲：山尾正人
14. 花火 / あさみ、松浦亜弥
作詞：井上赳 / 作曲：下総皖一 / 編曲：山尾正人
15. 星かげさやかに（燃えろよ燃えろ） / 平家みちよ、稲葉貴子、カントリー娘。、ココナッツ娘。、前田有紀、石井リカ、藤本美貴
フランス民謡 / 訳詞：串田孫一 / 編曲：熊谷憲康
16. 夏の思い出 / 高橋愛、村田めぐみ、斉藤瞳、前田有紀、石井リカ
作詞：江間章子 / 作曲：中田喜直 / 編曲：米光亮

## 参加メンバー
- モーニング娘。
  - 1期：飯田圭織、安倍なつみ
  - 2期：保田圭、矢口真里
  - 3期：後藤真希
  - 4期：石川梨華、吉澤ひとみ、辻希美、加護亜依
  - 5期：高橋愛、紺野あさ美、小川麻琴、新垣里沙
- 平家みちよ
- 稲葉貴子
- カントリー娘。
  - りんね、あさみ、里田まい
- ココナッツ娘。
  - アヤカ、ミカ
- メロン記念日
  - 村田めぐみ、斉藤瞳、大谷雅恵、柴田あゆみ
- 前田有紀
- 松浦亜弥
- 石井リカ
- 藤本美貴